# Kazimierz Górny (oficer)
Kazimierz Górny (ur. 1936 w Ostrzeszowie zm. 25 sierpnia 2008 w Koninie) – pułkownik dyplomowany Wojska Polskiego.

## Życiorys
W 1955 roku wstąpił do wojska i pełnił służbę, jako chorąży Oficerskiej Szkole Wojsk Inżynieryjnych w latach 1955–1959. Po promocji został skierowany na dowódcę plutonu saperów do 58 batalionu saperów w 23 Dywizji Piechoty na Helu z którym brał udział w oczyszczaniu terenów z przedmiotów wybuchowych na Półwyspie Helskim i pod pomnikiem na Westerplatte. W okresie od 1959 do 1960 pełni obowiązki zastępcy dowódcy kompanii saperów ds. technicznych w 58 batalionu saperów, a następnie w latach 1960–1969 szefem saperów w 7 Dywizji Piechoty. Następnie został skierowany na studia w Akademii Sztabu Generalnego, które kończy w 1972. W okresie od 1972 do 1974 został szefem saperów 16 Dywizji Pancernej, a następnie w latach 1974–1975 pełnił służbę na stanowisku zastępcy szefa wydziału w Szefostwie Wojsk Inżynieryjnych Pomorskiego Okręgu Wojskowego.
W 1975 z powodzeniem pełnił obowiązki szefa służby inżynieryjnej Polskiej Wojskowej Jednostki Specjalnej Doraźnych Sił Zbrojnych Organizacji Narodów Zjednoczonych na Bliskim Wschodzie, w której kierował rozminowywaniem w rejonie Wzgórz Golan. Od 1975 do 1977 dowodził 12 pułkiem pontonowym. W latach 1977–1978 był słuchaczem Podyplomowych Studiów Operacyjno-Strategicznych w Akademii Sztabu Generalnego, a w 1978 zastępcą szefa Wojsk Inżynieryjnych Pomorskiego Okręgu Wojskowego.
W latach 1981–1982 dowodził 5 Brygadą Saperów w Szczecinie. Na tym stanowisku wykazał się wysokimi kwalifikacjami fachowymi i dużymi umiejętnościami organizatorskimi w pracy sztabowej oraz uzdolnieniami dowódczymi. Był zarówno dobrym sztabowcem, jak i dowódcą. Dowodzone przez niego oddziały inżynieryjne uzyskiwały dobre wyniki w szkoleniu i gotowości bojowej. Podczas wielu ćwiczeń dowódczo-sztabowych i z wojskami okazał się oficerem operatywnym, z inwencją, twórczym podejściem do rozwiązywanych problemów i sprawnym organizatorem wykonywanych zadań. W latach 1983–1996 był wysoko ocenianym szefem Wojewódzkiego Sztabu Wojskowego w Koninie. W okresie tym pełnił także wiele funkcji społecznych, był m.in. wieloletnim prezesem Aeroklubu Konińskiego i prezesem Zarządu Wojewódzkiego Ligi Obrony Kraju w Koninie.
Po zwolnieniu do rezerwy w 1996 roku aktywnie pracował w kole Związku Byłych Żołnierzy Zawodowych i Oficerów Rezerwy Wojska Polskiego i w Aeroklubie Konińskim. Prywatnie zajmował się myślistwem i wędkowaniem.

## Awanse
- podporucznik – 1959
- pułkownik – 1981

## Ordery i odznaczenia
- Krzyż Oficerski Orderu Odrodzenia Polski
- Krzyż Kawalerski Orderu Odrodzenia Polski
- Złoty Krzyż Zasługi
- Srebrny Krzyż Zasługi
- Brązowy Krzyż Zasługi
- Złoty Medal „Za zasługi dla obronności kraju”
- Srebrny Medal „Za zasługi dla obronności kraju”
- Brązowy Medal „Za zasługi dla obronności kraju”
- Złoty Medal „Siły Zbrojne w Służbie Ojczyzny”
- Srebrny Medal „Siły Zbrojne w Służbie Ojczyzny”
- Brązowy Medal „Siły Zbrojne w Służbie Ojczyzny”
- Medal ONZ „Służbie Pokoju”